# One More Cup of Coffee (Valley Below)
One More Cup of Coffee (Valley Below) es una canción compuesta por el cantante estadounidense Bob Dylan. Fue publicada en su decimoséptimo álbum de estudio, Desire, editado el 5 de enero de 1976.